# Braakhuizen-Noord
Braakhuizen-Noord is een wijk in Geldrop in de Noord-Brabantse gemeente Geldrop-Mierlo. Het wordt in het noorden begrensd door het Eindhovens Kanaal, in het oosten door de grens met Mierlo, in het zuiden door de Mierloseweg en in het westen door de Kleine Dommel. De Kievit, begrensd door de Wielewaal en het noordelijk deel van de Nuenenseweg is een buurt van Braakhuizen-Noord.

## Beschrijving
De wijk is gebouwd tussen de jaren 50 en de jaren 60. De ontwikkeling van de woningbouw van vlak na de Tweede Wereldoorlog tot in de jaren 60 komt goed tot uiting in de wijk.
Het grootste gebied, ten oosten van de Nuenenseweg, werd het eerst bebouwd. Centraal hierin ligt het Volmolenplein. Alle straatnamen in dit gebied verwijzen naar de textielnijverheid in Geldrop. Voorbeelden: Vlasstraat, Getouwstraat en Tricotstraat. Daarna volgde een klein gebied ten westen hiervan maar ten zuiden van de Wielewaal. De straten hier zijn vernoemd naar vogels die in drasland foerageren. Voorbeelden: Pluvierstraat, Smient en Gruttostraat. Als laatste werd De Kievit bebouwd. De straten hier zijn genoemd naar planten die in drasland voorkomen. Voorbeelden: Wijnsel, Weegbree en Munt. Het grootste deel van de wijk bestaat uit voormalige woningwetwoningen, maar in het oosten liggen enkele straten, waaronder het Villapark met villa's en bungalows op grote percelen.
Pas toen de wijk voltooid was werd er een nieuwe brug over de Kleine Dommel gebouwd, waardoor de Wielewaal via de nieuw aangelegde weg Helze met het centrum verbonden werd. Samen met het noordelijke deel van de Nuenenseweg vormt dit thans de doorgaande verbinding tussen Geldrop en Nuenen.

## Voorzieningen in de wijk

### Scholen
In de wijk bevonden zich verschillende scholen:
- RK Basisscholen Laetitia (meisjesschool) en "Frater Andreas" (jongensschool), beide in de Kettingstraat.
- RK kleuterschool "St. Lucia", Twijnstraat.
- RK Basisschool Maria Magdalena, Linze 3.
- Protestantse Basisschool De Morgenster, Linze 5.
- RK kleuterschool "Lentebloesem", op het terrein tussen de Weegbree en de Wede

De leegstaande kleuterschool aan de Weegbree is eind jaren 80 gesloopt om plaats te maken voor seniorenwoningen. Ook op het terrein van de Laetitiaschool en de "Frater Andreasschool" verrezen woningen. De Morgenster werd als laatste gesloopt. Hier kwam geen nieuwbouw voor terug, maar het terrein werd betrokken bij het openbaar groen waardoor een nieuwe verbinding tussen de wijk en het Dommedal ontstond. Thans kent de wijk nog één school in het uitgebreid gerenoveerde schoolgebouw van de voormalige Magdalenaschool: Basisschool  't Vijfblad.

### Kerken
Centraal in de wijk bevond zich aan de Nuenenseweg de RK Maria Magdalenakerk, een moderne naoorlogse kerk uit 1962 van de architect H.J.A. Koene, met een opvallend kunstwerk en apart staande klokkentoren. Deze verving de tot dan toe in gebruik zijnde noodkerk aan de Nuenenseweg 22. De Magdalenakerk is in 2002 buiten gebruik gesteld en in 2005 gesloopt om plaats te maken voor een appartementencomplex.
In de wijk bevond zich aan de Alkstraat de Hervormde Goede Herderkerk. Deze werd in 1964 gebouwd en in 1992 gesloten. In 1995 werd de kerk gesloopt en maakte plaats voor appartementen. Het orgel is in 1995 verhuisd naar de Protestantse kerk  't Kruispunt in het centrum en aangepast. Het is in 1965 gebouwd door de firma Jac. van der Linden & Co uit Leiderdorp.

### Bedrijventerrein De Spaarpot
Op het terrein zijn meer dan 100 bedrijven gevestigd, en bovendien twee bedrijfsverzamelgebouwen. Tot de belangrijkste bedrijven behoren:
- Kuhn-Geldrop, landbouwwerktuigen, ontstaan uit Piet Zweegers.
- Hoogers, later een vestiging van Van Gansewinkel, verwerking van chemisch afval en recycling.
- Tiger, voorheen Tijger Plastics, kunststof sanitair

### Overige voorzieningen
Sporthal De Kievit en Sportpark De Kievit waar SV Braakhuizen en VV Geldrop spelen.
Aan de Linze, tussen de scholen en de sporthal, bevond zich het voormalige sportfondsenbad.